# Пријевор (Херцег Нови)
Пријевор је насеље у општини Херцег Нови у Црној Гори. Према попису из 2003. било је 121 становника (према попису из 1991. било је 126 становника).

## Демографија
У насељу Пријевор живи 92 пунолетна становника, а просечна старост становништва износи 41,7 година (41,0 код мушкараца и 42,3 код жена). У насељу има 39 домаћинстава, а просечан број чланова по домаћинству је 3,10.
Ово насеље је углавном насељено Србима (према попису из 2003. године), а у последња три пописа, примећен је пад у броју становника.
|  |

| Демографија | Демографија | Демографија |
| Година      | Становника  | Становника  |
| ----------- | ----------- | ----------- |
|             |             |             |
|             |             |             |
|             |             |             |
|             |             |             |
| 1948.       | 405         |             |
| 1953.       | 393         |             |
| 1961.       | 335         |             |
| 1971.       | 278         |             |
| 1981.       | 184         |             |
| 1991.       | 126         | 126         |
| 2003.       | 133         | 121         |
|             |             |             |

| Етнички састав према попису из 2003.‍ | Етнички састав према попису из 2003.‍ | Етнички састав према попису из 2003.‍ | Етнички састав према попису из 2003.‍ | Етнички састав према попису из 2003.‍ |
| ------------------------------------ | ------------------------------------ | ------------------------------------ | ------------------------------------ | ------------------------------------ |
|                                      |                                      |                                      |                                      |                                      |
| Срби                                 | Срби                                 |                                      | 87                                   | 71,90%                               |
| Црногорци                            | Црногорци                            |                                      | 24                                   | 19,83%                               |
| Хрвати                               | Хрвати                               |                                      | 1                                    | 0,82%                                |
| непознато                            | непознато                            |                                      | 9                                    | 7,43%                                |

| Година пописа     | 1948. | 1953. | 1961. | 1971. | 1981. | 1991. | 2003. |
| ----------------- | ----- | ----- | ----- | ----- | ----- | ----- | ----- |
| Број домаћинстава | 70    | 71    | 68    | 62    | 53    | 41    | 39    |

| Број чланова      | 1  | 2  | 3 | 4 | 5 | 6 | 7 | 8 | 9 | 10 и више | Просек |
| ----------------- | -- | -- | - | - | - | - | - | - | - | --------- | ------ |
| Број домаћинстава | 39 | 11 | 8 | 4 | 9 | 2 | 1 | 2 | 2 | 0         | 0      |

| Пол    | Укупно | Неожењен/Неудата | Ожењен/Удата | Удовац/Удовица | Разведен/Разведена | Непознато |
| ------ | ------ | ---------------- | ------------ | -------------- | ------------------ | --------- |
| Мушки  | 52     | 17               | 27           | 6              | 2                  | 0         |
| Женски | 44     | 6                | 26           | 11             | 1                  | 0         |
| УКУПНО | 96     | 23               | 53           | 17             | 3                  | 0         |

| Пол    | Укупно                    | Пољопривреда, лов и шумарство | Рибарство                            | Вађење руде и камена | Прерађивачка индустрија       |
| ------ | ------------------------- | ----------------------------- | ------------------------------------ | -------------------- | ----------------------------- |
| Мушки  | 21                        | 1                             | 0                                    | 0                    | 0                             |
| Женски | 10                        | 0                             | 0                                    | 0                    | 0                             |
| УКУПНО | 31                        | 1                             | 0                                    | 0                    | 0                             |
| Пол    | Производња и снабдевање   | Грађевинарство                | Трговина                             | Хотели и ресторани   | Саобраћај, складиштење и везе |
| Мушки  | 3                         | 1                             | 6                                    | 0                    | 5                             |
| Женски | 0                         | 1                             | 5                                    | 0                    | 1                             |
| УКУПНО | 3                         | 2                             | 11                                   | 0                    | 6                             |
| Пол    | Финансијско посредовање   | Некретнине                    | Државна управа и одбрана             | Образовање           | Здравствени и социјални рад   |
| Мушки  | 0                         | 0                             | 0                                    | 0                    | 4                             |
| Женски | 0                         | 0                             | 0                                    | 1                    | 2                             |
| УКУПНО | 0                         | 0                             | 0                                    | 1                    | 6                             |
| Пол    | Остале услужне активности | Приватна домаћинства          | Екстериторијалне организације и тела | Непознато            | Непознато                     |
| Мушки  | 0                         | 0                             | 0                                    | 1                    | 1                             |
| Женски | 0                         | 0                             | 0                                    | 0                    | 0                             |
| УКУПНО | 0                         | 0                             | 0                                    | 1                    | 1                             |